# Nogueiróu
Nogueiróu es una entidad de población española de la parroquia de Grandas de Salime, perteneciente al municipio de Grandas de Salime, en la comunidad autónoma de Asturias.

## Toponimia
El lugar puede aparecer referido como «Nogueiróu» y «Nogueirón».

## Historia
Hacia mediados del siglo XIX, el lugar, ya por entonces perteneciente a Grandas de Salime, tenía contabilizada una población de 160 habitantes. Aparece descrito en el duodécimo volumen del Diccionario geográfico-estadístico-histórico de España y sus posesiones de Ultramar de Pascual Madoz con las siguientes palabras:

NOGUEIRON: l. en la prov. de Oviedo, ayunt. y felig. de San Salvador de Grandas de Salime (V.). pobl. 32 vec., 160 almas.
(Madoz, 1849, p. 175)

En 2023, la entidad singular de población, encuadrada dentro de la entidad colectiva de Grandas de Salime, tenía empadronados 32 habitantes.